# Christophorus-Kliniken

Offizielles Logo

Die Christophorus-Kliniken GmbH sind ein Krankenhaus mit drei Standorten in Coesfeld, Dülmen und Nottuln mit insgesamt etwa 620 Betten und 1.950 Mitarbeitern. Jährlich werden ca. 60.000 Patienten stationär und ambulant behandelt. Seit 2012 sind die Christophoros-Kliniken Akademisches Lehrkrankenhaus der Westfälischen Wilhelms-Universität Münster und bilden ärztlichen Nachwuchs aus.
Die Christophorus-Klinik ging 2006 aus dem Zusammenschluss dreier Krankenhäuser, dem St.-Vinzenz-Hospital in Coesfeld, dem Franz-Hospital in Dülmen und dem St.-Gerburgis-Hospital in Nottuln hervor, die alls Mitte des 19. Jahrhunderts gegründet worden waren. Zehn Jahre nach der Fusion erfolgte die gleichzeitige Umbenennung aller drei Häuser in Christophorus-Kliniken.

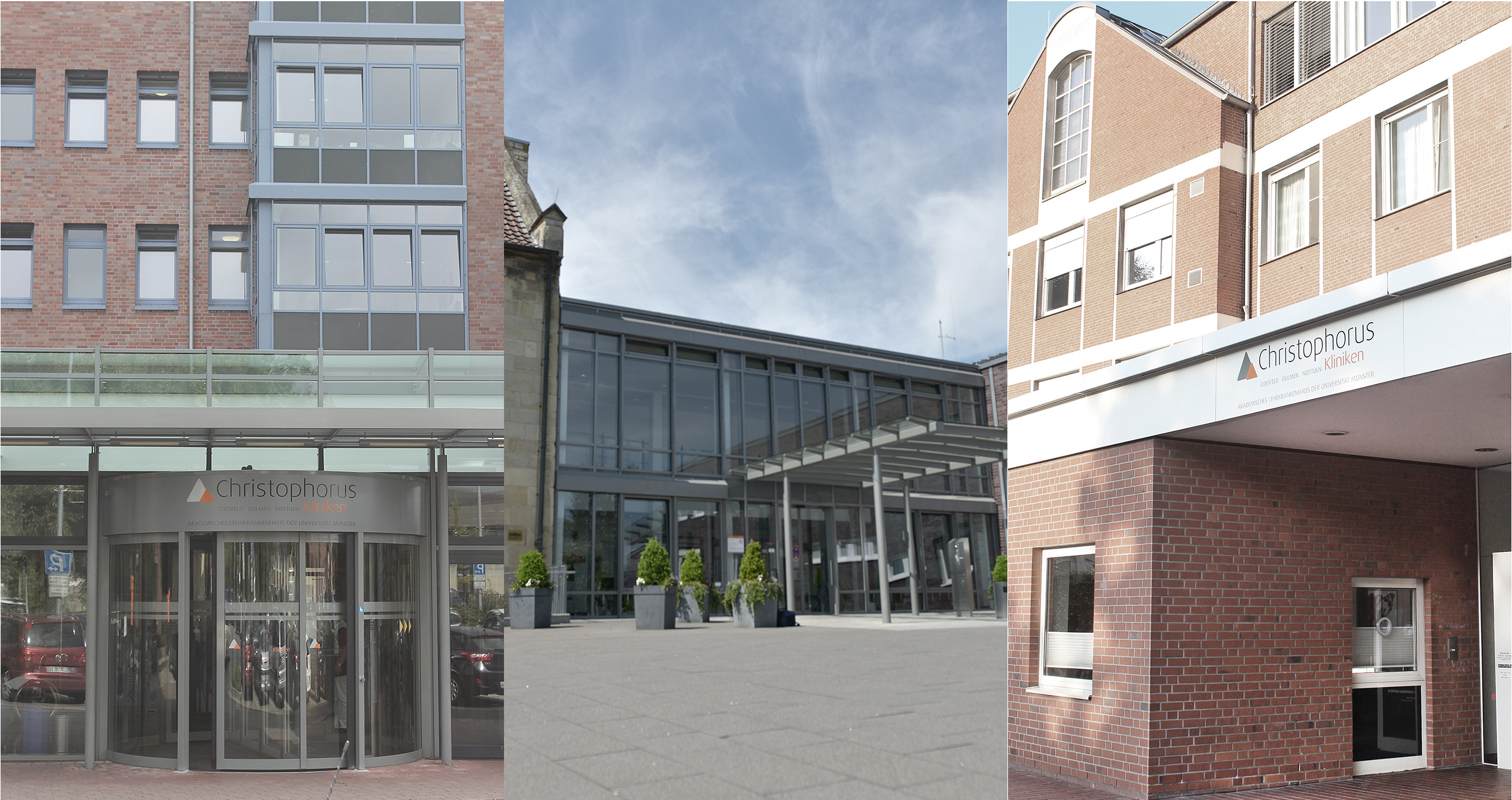
Eingangsbereiche der drei Standorte (v.l.) Dülmen, Nottuln und Coesfeld

## Trägerschaft
Die Christophorus-Kliniken GmbH ist eine Tochtergesellschaft der Christophorus Trägergesellschaft, zu der als Fachkrankenhaus für Psychiatrie und Psychosomatik auch die Klinik am Schlossgarten in Dülmen gehört. Über die Trägergesellschaft sind die Kliniken verbunden mit drei Altenheimen an den Standorten Coesfeld und Nottuln sowie mit dem ambulanten Pflegedienst VICA. Die Schule für Gesundheitsberufe kümmert sich um die Aus- und Weiterbildung in der Pflege.

## Beschreibung
Die Christophorus-Kliniken weisen 13 Fachabteilungen auf, außerdem 13 spezialisierte Zentren wie das Brustzentrum, das Darmzentrum und das Sozialpädiatrische Zentrum.

### Schwerpunkte
Die Christophorus-Kliniken haben nach der Fusion von drei einzelnen Krankenhäusern eine Aufgabenaufteilung mit der Ausprägung von Behandlungsschwerpunkten gebildet.
Grundsätzlich erfolgt an den Standorten in Coesfeld und Dülmen die Grundversorgung der Bevölkerung in den Bereichen Innere Medizin und Chirurgie. In Dülmen besteht darüber hinaus ein internistischer Schwerpunkt. Die Klinik verfügt über sieben Fachabteilungen: Kliniken für Pneumologie, Kardiologie, Allgemein-, Viszeral-, Kinder- dun Gefäßchirurgie, Orthopädie und Unfallchirurgie, Neurologie, Anästhesiologie sowie Radiologie. Die Abteilung für Neurologie inkl. einer Stroke-Unit (akute Behandlung bei Verdacht auf Schlaganfall) rundet das Behandlungsspektrum in Dülmen ab. Das Kranekhaus verfügt über einen verhältnismäßig hohen Pflegepersonalquotienten von 53,66.
In Coesfeld bestehen ebenfalls neben der allgemeinen Inneren Medizin spezielle internistische Schwerpunkte in den Teilgebieten Gastroenterologie sowie Kardiologie und Angiologie. Ein weiterer Schwerpunkt liegt durch die jeweiligen Kliniken in der operativen Versorgung in den Bereichen Allgemein-, Viszeral- und Gefäßchirurgie und der Orthopädie und Unfallchirurgie. Des Weiteren gibt es eine Klinik für Freuenheilkunde und Geburtshilfe, für Kinder und Jugendmedizin inkl. Neonatologie („Frühchen“- oder Frühgeborenen-Versorgung), für Anästhesiologie und operative Intensivmedizin, für Radiologie sowie eine Belegabteilung für Augenheilkunde.
Der Geriatrische (altersmedizinische) Schwerpunkt findet sich in Nottuln. Entsprechend befindet sich hier eine spezielle Geriatrische Tagesklinik und eine Gerontopsychiatrischen Abteilung in der Klinik am Schlossgarten. In drei Fachabteilungen stehen 100 Betten zur Verfügung. Die Einrichtung versorgt stationär etwas über 2.000 Patienten jährlich. Hinzu kommen über 200 teilstationäre Fälle und mehr als 700 ambulante Versorgungen. Einige der insgesamt 70  Mitarbeiter der geriatrischen Abteilung sind dauerhaft auch an den Standorten Coesfeld (Alterstraumatologie) und Dülmen eingesetzt, um – wenn notwendig – die besondere altersmedizinische Kompetenz in die jeweilige Behandlung einbinden zu können. Das Krankenhaus verfügt über einen weit unterdurchschnittlichen Pflegepersonalquotienten von 66,67. 
Allen drei Standorten stehen eine Diagnostik insbesondere in Form von Radiologie (MRT, Kardio-MRT, CT, Röntgen) sowie eines eigenen Institutes für Labormedizin, Mikrobiologie und Hygiene zur Verfügung.

## Kliniken und Zentren
Die Christophorus-Kliniken verfügen über 13 Kliniken: Die Anästhesiologische Klinik (Anästhesie und operative Intensivmedizin), die Chirurgischen Kliniken 1 (Allgemein-, Viszeral-, Gefäß-, Thorax- und Kinderchirurgie / Proktologie) und die Chirurgischen Kliniken 2 (Orthopädie, Unfallchirurgie und Endoprothetik), die Frauenklinik (Gynäkologie, Geburtshilfe, Senologie und Beckenbodenzentrum) und die Kinder- und Jugendklinik (Kinder-, Jugendmedizin und Neonatologie). Ferner bieten sie die Medizinischen Kliniken 1 (Allgemeine Innere Medizin, Gastroenterologie, Hepatologie, Diabetologie, Infektiologie, Hämatologie & Onkologie, Palliativmedizin, Pneumologie, Schlafmedizin), 2 (Kardiologie und Angiologie) und 3 (Geriatrie, Allgemeine Innere Medizin) an, sowie die Neurologische Klinik (mit Klinischer Neurophysiologie und Stroke Unit), die Radiologische Klinik (Radiologie und Neuroradiologie) und das Institut für Labormedizin, Mikrobiologie und Hygiene. Die beiden Belegabteilungen für Augenheilkunde und für Hals-, Nasen- und Ohrenheilkunde runden das breitgefächerte Angebot ab.
Zusätzlich gibt es 13 Medizinische Zentren, in denen Fachärzte, Pflegekräfte und Therapeuten teilweise interdisziplinär zusammenarbeiten, z. B. im Brust- oder Darmzentrum. Im Alterstraumatologischen Zentrum (Foto) werden ältere Patienten nach Knochenbrüchen direkt nach der Operation gemeinsam von unfallchirurgischen und altersmedizinischen Ärzten betreut. Ziel ist es, ihnen zu helfen so früh wie es geht ihre Selbständigkeit und Mobilität wiederzuerlangen und so „alltags-fit“ wieder möglichst in das angestammte Umfeld zurückzukehren.
Weit über die Kreisgrenzen hinaus ist das Einzugsgebiet des Perinatalzentrums: In dem Zentrum Level 1 können Schwangere schon vor der 29. Schwangerschaftswoche sowie Babys mit weniger als 1250 Gramm versorgt werden.

## Geschichte
Die Pflege der Kranken hat eine lange Tradition in den Christophorus-Kliniken. In Coesfeld, Dülmen und Nottuln wurden vor mehr als 160 Jahren jeweils durch Stiftungen hervorgegangene Krankenpflegeanstalten gegründet. 2006 schlossen sich die Krankenhäuser in den drei Orten zu den Christophorus-Kliniken zusammen.

### Der Standort Dülmen (ehemals Franz-Hospital)
Der Dülmener Kaplan Franz Bergfeld legt am 6. Mai 1847 den Grundstein für den Bau eines eigenen Krankenhauses vor dem Lüdinghauser Tor. Spenden und Stiftungen ermöglichten den Erwerb des Grundstückes. Das Hospital erhält den Namen von seinem Gründer.

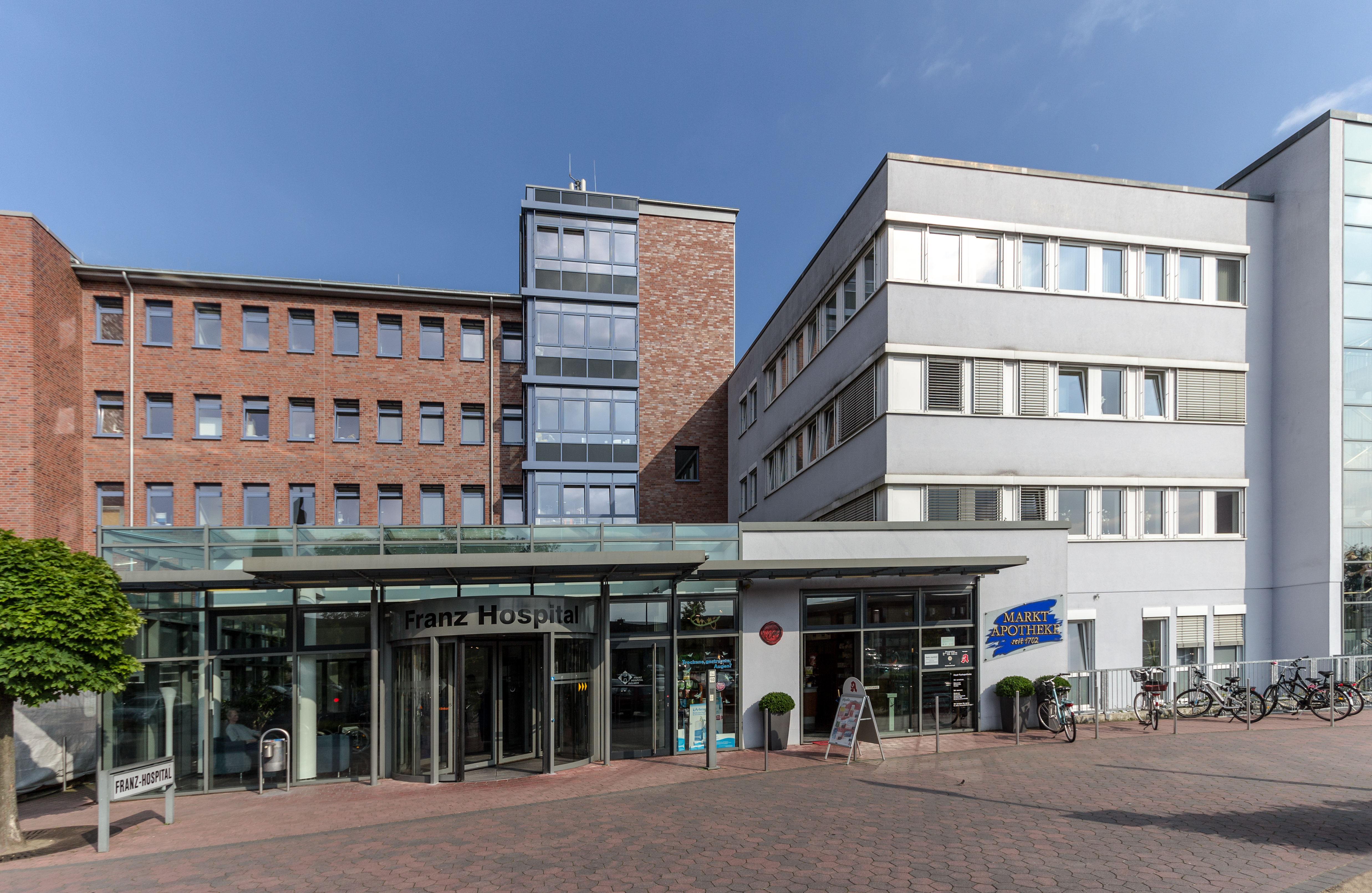
Das Franz-Hospital im Jahr 2012

Weitere Informationen zur Geschichte des Krankenhauses:
Stiftung Franz-Hospital Dülmen
- 1846 Gründung der Stiftung und einer Krankenheilanstalt durch engagierte Bürger der Stadt unter Federführung von Kaplan Franz Bergfeld. Dieser hatte vom Mutterhaus der Barmherzigen Schwestern in Münster zwei Clemensschwestern zugeteilt bekommen, die in Dülmen ambulante Krankenpflege leisteten.[20]
- 1848 Neubau des Krankenhauses am Lüdinghauser Tor. Nach seinem Gründer wird das Haus Franz-Hospital genannt.
- 1945 Zerstörung im Krieg, anschließender Wiederaufbau an gleicher Stelle.
- 1965 Errichtung eines Anbaus für die Innere Medizin.
- 1989 Neubau des Flügels am Schlossgarten für 84 Betten und einer neuen Physikalischen Therapie.
- 1994 Sanierung der Stationen im Hauptgebäude.
- 2004 Neubau eines Ärztehauses am Krankenhaus.
- 2006 Aufnahme der Stiftung Franz-Hospital Dülmen in die Christophorus Trägergesellschaft Coesfeld. Fusion der drei Krankenhäuser in Coesfeld, Dülmen und Nottuln zu den Christophorus-Kliniken.[3]
- 2007 Einrichtung einer Palliativstation mit zunächst fünf Patientenplätzen.[21]
- 2013 Fertigstellung des 2. Bauabschnitts mit Erweiterungsbau und Sanierung Hauptgebäude.
- 2013 Aufnahme der Stift Tilbeck GmbH als weiteren Gesellschafter der Christophorus Trägergesellschaft. Übernahme der Mehrheitsanteile an der Klinik am Schlossgarten, Fachkrankenhaus für Psychiatrie und Psychotherapie.

### Der Standort Coesfeld (ehemals St.-Vincenz-Hospital)
Das Coesfelder Krankenhaus wird 1850 gegründet. 35 Jahre später wird ein ehemaliges Klostergebäude an der Beguinenstraße umgebaut und die Kranken ziehen hierhin um.
Weitere Informationen zur Geschichte des Krankenhauses:
Stiftung St.-Vincenz-Hospital Coesfeld
- 1849 Gründung der Stiftung und einer Krankenheilanstalt durch engagierte Bürger der Stadt, Übernahme der Pflege durch die Barmherzigen Schwestern, Münster (Clemensschwestern).
- 1850 Das Krankenhaus am Gerichtsring/EckeKupferstraße wird am 28. September eröffnet.
- 1884 Umzug in die ehemaligen Klostergebäude an der Beguinenstraße.
- 1945 Zerstörung durch Krieg, anschließender Wiederaufbau.
- 1962 Errichtung eines Erweiterungsbaus.
- 1974 Abriss des Altbaus an der Beguinenstraße.
- 1980 Teilneubau und Grundsanierung des Altbaus.
- 1994 Gründung der Christophorus Trägergesellschaft gemeinsam mit dem St.-Katharinen-Stift.
- 1996 Aufnahme der Stiftung St.Gerburgis Nottuln und Einbringung des St.-Gerburgis-Hospitals und des Altenheims St.-Elisabeth-Stift in die Christophorus Trägergesellschaft.
- 2006 Aufnahme der Stiftung Franz-Hospital Dülmen in die Christophorus Trägergesellschaft. Fusion der drei Krankenhäuser in Coesfeld, Dülmen und Nottuln zu den Christophorus-Kliniken.
- 2013 Aufnahme der Stift Tilbeck GmbH als weiteren Gesellschafter der Christophorus Trägergesellschaft. Übernahme der Mehrheitsanteile an der Klinik am Schlossgarten, Fachkrankenhaus für Psychiatrie und Psychotherapie in Dülmen.
- 2025 Das Oberverwaltungsgericht in Münster utersagt der Einrichtung die Durchführung tiefer Rektumeingriffe. Die Christophoros-Kliniken hatten zuvor gegen die entsprechende Untersagung im Zuge der Krankenhausrefom im Zuge de rGesundheitsreform geklagt.[22]

### Der Standort Nottuln (ehemals St.-Gerburgis-Hospital)
Im Jahre 1855 wird das Armenhaus als Pflegestation eingerichtet. Die Leitung haben die Franziskanerinnen Münster – St. Mauritz inne. Im Jahre 1864 entsteht durch einen weiteren Neubau aus Baumberger Sandstein ein kleines Hospital mit 30 Betten.
Weitere Informationen zur Geschichte des Krankenhauses:
Stiftung St. Gerburgis Nottuln

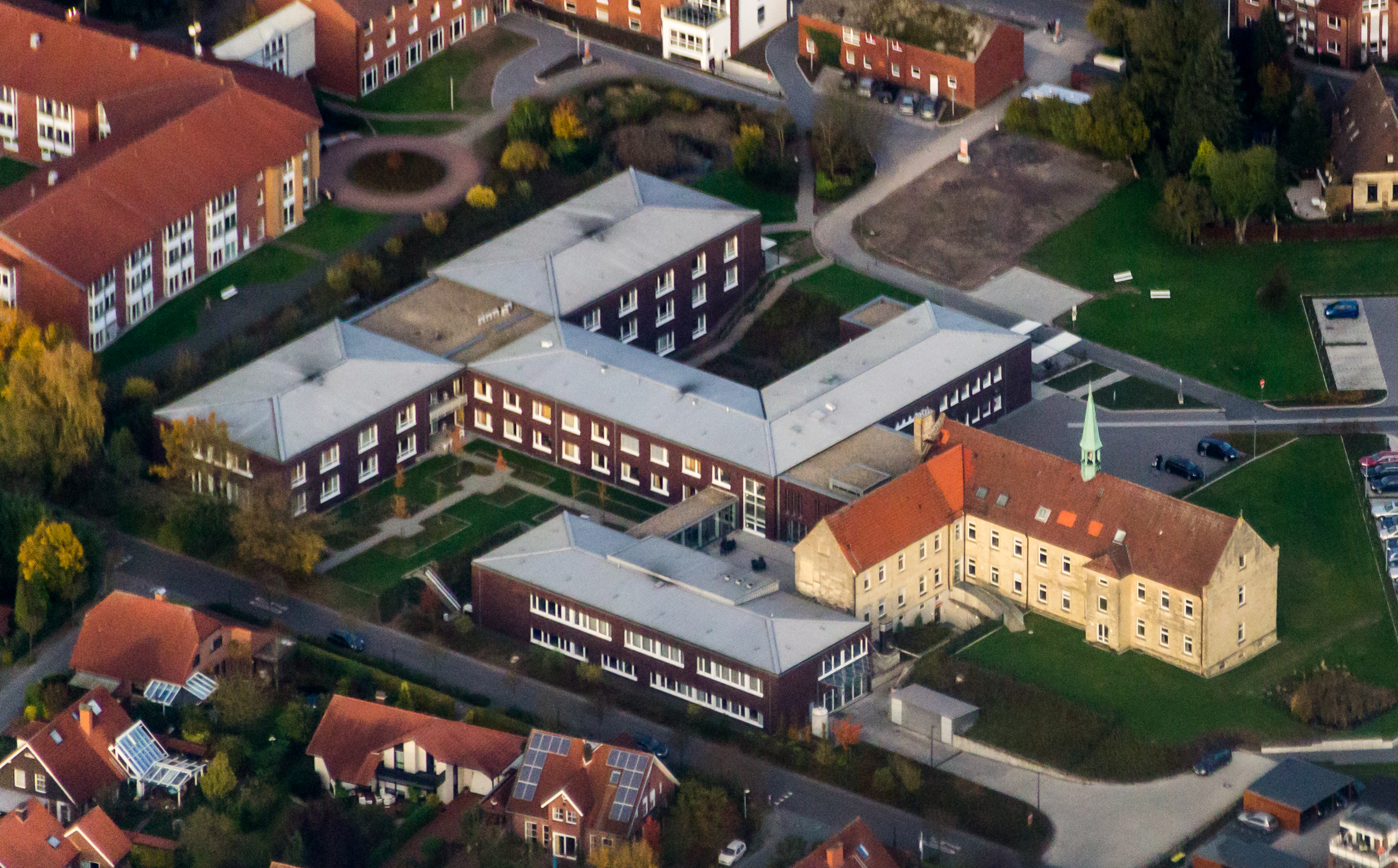
St. Gerburgis Hospital im Jahr 2014

- 1855 Gründung eines Armenhauses mit Pflegestation. Übernahme der Pflege durch die Ordensschwestern der Mauritzer Franziskanerinnen.
- 1859 Gründung der Stiftung und einer Krankenheilanstalt durch engagierte Bürger der Gemeinde.
- 1864 Bau eines kleinen Hospitals mit 30 Betten am heutigen Standort.
- 1885 Erweiterung durch Spenden aus der Gemeinde St.Martinus.
- 1962 Errichtung eines Anbaus.
- 1973 Ernennung zum Fachkrankenhaus für Innere Medizin.
- 1989 Kooperationsvertrag mit dem St.-Vincenz-Hospital Coesfeld.
- 1996 Aufnahme der Stiftung St. Gerburgis Nottuln und Einbringung des St.-Gerburgis-Hospitals und des Altenheims St.-Elisabeth-Stift in die Christophorus Trägergesellschaft Coesfeld.
- 2005 Teilneubau und Grundsanierung des Altbaus.
- 2006 Aufnahme der Stiftung Franz-Hospital Dülmen in die Christophorus Trägergesellschaft. Fusion der drei Krankenhäuser in Coesfeld, Dülmen und Nottuln zu den Christophorus-Kliniken.[6]
- 2013 Aufnahme der Stift Tilbeck GmbH als weiteren Gesellschafter der Christophorus Trägergesellschaft. Übernahme der Mehrheitsanteile an der Klinik am Schlossgarten, Fachkrankenhaus für Psychiatrie und Psychotherapie in Dülmen.
- 2016 Eröffnung eines Generationenparks[23]

## Qualität
Seit 2005 sind alle zugelassenen Krankenhäuser gesetzlich verpflichtet, einen strukturierten Qualitätsbericht abzugeben (§136b SGB V). Hierdurch entsteht für Interessierte eine erhöhte Transparenz der Krankenhausleistungen und ein Einblick in die Qualität der Krankenversorgung.